# Physosiphon
Physosiphon es un género que tiene asignada 32 especies de orquídeas, de la tribu Epidendreae perteneciente a la familia (Orchidaceae). 
El nombre del género se refiere al tubo que forman los pétalos.

## Hábitat
Se encuentran desde México to Brasil en elevaciones de 0 a 3000 m s. n. m.

## Descripción
Son plantas epífitas ampliamente distribuidas desde México a Brasil. Básicamente recuerdan al género Pleurothallis ya que tienen un racimo alargado de pequeñas y complejas flores que aparecen en las hojas axilares, difiriendo en el tubo de sépalos. También están relacionadas con el género Masdevallia de la que difiere en que tiene una inflorescencia en racimo  y sépalos que son relativamente cortos y lóbulos libres.

## Especies
| - Physosiphon andinum - Physosiphon andinus - Physosiphon asaroides - Physosiphon bangii - Physosiphon bradei - Physosiphon carinatus - Physosiphon coopari - Physosiphon cooperi - Physosiphon deregularis - Physosiphon echinanthus - Physosiphon emarginatus - Physosiphon eximia - Physosiphon guatemalensis - Physosiphon herzogii - Physosiphon hystrix | - Physosiphon inaequisepalus - Physosiphon lansbergii - Physosiphon lentiginosa - Physosiphon lindleyi - Physosiphon loddigesii - Physosiphon minor - Physosiphon minutiflorus - Physosiphon nicaraguensis - Physosiphon obliquipetalus - Physosiphon obliquepetalus - Physosiphon ochraceus - Physosiphon parahybunensis - Physosiphon pubescens - Physosiphon punctulatus - Physosiphon serrulatus - Physosiphon spiralis - Physosiphon tubatus |